# Manavgat (Stausee)
Der Manavgat-Stausee (Türkisch: Manavagat Barajı) am Manavgat-Fluss liegt in Ausläufern des Taurusgebirges in der Türkei, etwa 80 km östlich von Antalya und 17 km landeinwärts von der Küste.
Er wurde für die Stromerzeugung gebaut und produziert mit einer Turbinenkapazität von 48 MW eine jährliche Energiemenge von 220 GWh. Der Stausee ist schiffbar und wird auch touristisch genutzt.